# 沿陂镇
沿陂镇，是中华人民共和国江西省吉安市永丰县下辖的一个乡镇级行政单位。

## 行政区划
沿陂镇下辖以下地区：
江口社区、枧田村、吉江村、水东村、芦下村、涂家村、下袍村、彭溪村、枧头村、尺江村、谷陂村、洄陂村和毛家村。